# 伊萨尔河畔沃尔特
伊萨尔河畔沃尔特（德語：Wörth an der Isar，官方拼写为，發音：[ˈvœʁt ʔan deːɐ̯ ˈʔiːzaʁ]）是德国巴伐利亚州下巴伐利亚行政区兰茨胡特县的市镇，面积4.84平方千米，2023年12月31日人口为3,280人。